# AC3Filter
AC3Filter és un còdec d'àudio DirectShow lliure dissenyat per descodificar i processar àudio en temps real. El filtre pot descodificar els següents formats d'àudio: AC3, DTS i MPEG. També suporta múltiples canals i sortides digitals (SPDIF). El Dolby SRD afegeix, al costat de les dues pistes Dolby SR, un senyal digital anomenat AC-3 per estendre el so fins a 6 canals sense mapejar. AC3Filter permet aprofitar aquest format. Desglossa qualsevol tipus de font en 6 canals. Es reconeixen formats AVI, WAV i MPEG1-2.
També ofereix amplificació i retard per a cada canal, per compensar la distància entre cada altaveu. Amb la interfície S/PDIF, permet la transferència de so entre dos dispositius sense pèrdua de qualitat. Si no es converteix la font en AC3, també es pot servir com a reproductor de contingut multicanal (AC3 o DTS).

## Funcions clau
- Compatibilitat amb AC3.
- Suport al passatge S/PDIF.
- Descodificació de les transmissions MPEG2 PES.
- Suport per a sortides multicanal.
- Suport a LFE.
- Suport de DRC (compressió de rang dinàmic).
- Controlar el guany i el flux.
- Informació sobre transmissions de bits (format de canal, velocitat de bits, taxa de mostreig, freqüència d'agrupament, freqüència màxima).
- Nivells d'entrada / sortida.
- Mesclador amb control directe de mescla.
- Mescla estèreo per a diversos canals.
- DolbySurround / ProLogic / ProLogicII downmixing.
- Retards per a cada canal.
- Equalitzador.